# Кубок Европы по легкоатлетическим многоборьям 1977
Финал Кубка Европы по легкоатлетическим многоборьям 1977 года прошёл 17—18 сентября на стадионе «Норд» в Лилле (Франция). За командную победу боролись мужские команды в десятиборье и женские в пятиборье, отобравшиеся ранее по итогам четырёх полуфиналов.
Каждая команда была представлена четырьмя спортсменами. Всего на старт вышли 64 многоборца (32 мужчины и 32 женщины) из 12 стран. Лучшие сборные в командном зачёте определялись по сумме результатов трёх лучших участников.
Советская многоборка Надежда Ткаченко установила новый мировой рекорд в пятиборье — 4839 очков. Прежнее достижение Евы Вильмс из ФРГ ей удалось улучшить на 16 очков.

## Полуфиналы
Полуфиналы прошли в июле в датском Копенгагене, советском Кишинёве и нидерландском Ситтарде. Ещё один полуфинал состоялся в австрийском Гётцисе, однако завершить многоборье удалось только женщинам. Соревнования в десятиборье были остановлены после 7 видов и перенесены на более поздний срок. Повторно их удалось провести за три недели до финала в западногерманском Ганновере.
Место в финале было обеспечено для хозяев турнира, сборной Франции, а также для трёх сборных-призёров прошлого розыгрыша Кубка. Оставшиеся четыре места разыгрывались в полуфиналах.

### Копенгаген
| Место | Команда      | Общая сумма |
| ----- | ------------ | ----------- |
| 1     | Чехословакия | 22715       |
| 2     | Норвегия     | 20555       |
| 3     | Дания        | 20397       |
| 4     | Исландия     | 19821       |

| Место | Команда      | Общая сумма |
| ----- | ------------ | ----------- |
| 1     | Норвегия     | 11155       |
| 2     | Чехословакия | 11154       |
| 3     | Дания        | 11136       |
| 4     | Исландия     | 9871        |

### Ганновер/Гётцис
| Место | Команда   | Общая сумма |
| ----- | --------- | ----------- |
| 1     | ФРГ       | 23674       |
| 2     | Финляндия | 22418       |
| 3     | Швейцария | 14504       |

| Место | Команда   | Общая сумма |
| ----- | --------- | ----------- |
| 1     | Венгрия   | 11933       |
| 2     | Швейцария | 11656       |
| 3     | Австрия   | 11487       |
| 4     | Франция   | 11298       |
| 5     | Италия    | 10918       |
| 6     | Испания   | 10208       |

### Кишинёв
| Место | Команда  | Общая сумма |
| ----- | -------- | ----------- |
| 1     | СССР     | 23400       |
| 2     | ГДР      | 22455       |
| 3     | Болгария | 22171       |

| Место | Команда  | Общая сумма |
| ----- | -------- | ----------- |
| 1     | СССР     | 13478       |
| 2     | ГДР      | 12498       |
| 3     | Болгария | 12245       |

### Ситтард
| Место | Команда        | Общая сумма |
| ----- | -------------- | ----------- |
| 1     | Великобритания | 22434       |
| 2     | Нидерланды     | 21260       |
| 3     | Бельгия        | 18784       |

| Место | Команда        | Общая сумма |
| ----- | -------------- | ----------- |
| 1     | Великобритания | 12573       |
| 2     | Нидерланды     | 12316       |
| 3     | Бельгия        | 11719       |
| 4     | Швеция         | 11664       |

## Финал

### Командное первенство
| Место | Команда                                                                           | Очки                  | Общая сумма |
| ----- | --------------------------------------------------------------------------------- | --------------------- | ----------- |
| 1     | СССР · Александр Гребенюк · Николай Авилов · Константин Ахапкин · Валерий Качанов | 8252 8053 7998 (DNF)  | 24303       |
| 2     | ФРГ Гвидо Крачмер Эккарт Мюллер Клаус Марек Хольгер Шмидт                         | 8088 8049 7912 (7813) | 24049       |
| 3     | ГДР · Райнер Поттель · Зигфрид Штарк · Дитмар Шауэрхаммер · Дитер Крюгер          | 8096 7952 7880 (7710) | 23928       |
| 4     | Франция                                                                           |                       | 23508       |
| 5     | Швеция                                                                            |                       | 22408       |
| 6     | Польша                                                                            |                       | 22282       |
| 7     | Чехословакия                                                                      |                       | 21756       |
| 8     | Великобритания                                                                    |                       | 18837       |

| Место | Команда                                                                                 | Очки                  | Общая сумма |
| ----- | --------------------------------------------------------------------------------------- | --------------------- | ----------- |
| 1     | СССР · Надежда Ткаченко · Зоя Спасовходская · Екатерина Смирнова · Наталья Прокопченко  | 4839 4477 4392 (4373) | 13708       |
| 2     | ФРГ Беатрис Филипп Лизель Альберт Криста Кёлер Астрид Фредебольд                        | 4358 4304 4173 (3991) | 12835       |
| 3     | Франция · Мари-Кристин Дебурс · Флоранс Пико · Глория Борфига-Гарридо · Бернадетт Этьен | 4203 4151 3923 (3714) | 12277       |
| 4     | Великобритания                                                                          |                       | 12231       |
| 5     | Нидерланды                                                                              |                       | 12139       |
| 6     | Болгария                                                                                |                       | 12117       |
| 7     | Венгрия                                                                                 |                       | 11970       |
| 8     | Бельгия                                                                                 |                       | 11186       |

Курсивом выделены участники, чей результат не пошёл в зачёт команды

### Индивидуальное первенство
| Место | Атлет              | Страна  | Очки |
| ----- | ------------------ | ------- | ---- |
| 1     | Александр Гребенюк | СССР    | 8252 |
| 2     | Райнер Поттель     | ГДР     | 8096 |
| 3     | Гвидо Крачмер      | ФРГ     | 8088 |
| 4     | Ив Леруа           | Франция | 8069 |
| 5     | Николай Авилов     | СССР    | 8053 |
| 6     | Эккарт Мюллер      | ФРГ     | 8049 |
| 7     | Константин Ахапкин | СССР    | 7998 |
| 8     | Зигфрид Штарк      | ГДР     | 7952 |
| 9     | Клаус Марек        | ФРГ     | 7912 |
| 10    | Дитмар Шауэрхаммер | ГДР     | 7880 |

| Место | Атлет               | Страна         | Очки |
| ----- | ------------------- | -------------- | ---- |
| 1     | Надежда Ткаченко    | СССР           | 4839 |
| 2     | Зоя Спасовходская   | СССР           | 4477 |
| 3     | Валентина Димитрова | Болгария       | 4423 |
| 4     | Екатерина Смирнова  | СССР           | 4392 |
| 5     | Наталья Прокопченко | СССР           | 4373 |
| 6     | Беатрис Филипп      | ФРГ            | 4358 |
| 7     | Лизель Альберт      | ФРГ            | 4304 |
| 8     | Мойра Уоллс         | Великобритания | 4227 |
| 9     | Мари-Кристин Дебурс | Франция        | 4203 |
| 10    | Криста Кёлер        | ФРГ            | 4173 |